# Alfredo Napoleão

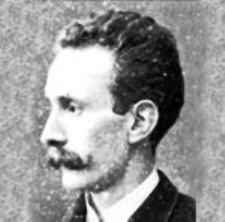
Alfredo Napoleão omstreeks 1880

Alfredo Napoleão voluit: Alfredo Napoleão dos Santos (Porto, 31 januari 1852 – Lissabon, 20 november 1917) was de jongste van de drie Napoleão-broers. De andere zijn Arthur Napoleão (1843-1925) en Anníbal Napoleão (1845-1880). Alle drie waren ze pianist, componist en muziekpedagoog.
De vader van Napoleão, Alexandre Napoleão, was muzikant. Zijn moeder, Joaquina Maria dos Santos stierf toen Alfredo nog maar een jaar oud was. Omdat zijn vader werkzaam was in Londen bracht Alfredo zijn jeugd door bij zijn grootmoeder van moederskant in Porto, zijn geboorteplaats. In 1858 werd hij naar Londen gebracht om te studeren bij een zekere professor Wood, geen familie van Haydn Wood of Henry Wood. Napoleão studeerde tot zijn vertrek naar Brazilië in 1868.
In 1869 gaf hij met groot succes zijn debuutrecital in Rio de Janeiro. Hij maakte een uitgebreide tournee door het land en vestigde zich in Buenos Aires en vervolgens in Montevideo, waar hij pianoles gaf. In 1879 was hij weer in Rio de Janeiro en toerde enkele jaren door de noordelijke delen van Brazilië. In die tijd was hij op het hoogtepunt van zijn roem.
In 1882 keerde hij terug naar Portugal en gaf concerten in Lissabon en Porto en vervolgens in Londen en Parijs. In 1889 ging hij weer naar Brazilië en maakte een rondreis door het hele continent. In 1891 keerde hij definitief terug naar Porto.
Alfredo Napoleão was een groot vertolker van Bach, Beethoven en Schumann. Hij schreef vier pianoconcerten, waarvan het tweede is opgedragen aan de
Portugese koning Luís I wiens regering eindigde in 1889, en een Polonaise voor piano en orkest, een Ouverture Symphonique voor groot orkest, kamermuziek, sonates en korte werken voor solo piano.